# Сіваченко Сергій Миколайович
Сергі́й Микола́йович Сіваче́нко (нар. 8 жовтня 1984, Хорошів, Житомирська область) — український поет, журналіст і громадський діяч.

## Життєпис
У 2001 році закінчив Володарсько-Волинську школу (тепер — Хорошівський ліцей №1). Всі оцінки атестата — 12 балів. Тоді ж став лауреатом літературного конкурсу «Вірю в майбутнє твоє, Україно!», за що отримав грант на безкоштовне навчання у будь-якому виші України. Обрав Інститут журналістики Київського національного університету імені Тараса Шевченка. Брав активну участь в студентському самоврядуванні. Протягом 5-ти років очолював спортивний рух в Інституті журналістики, завдяки чому у 2003 році вдалося здобути І місце в загальній спартакіаді КНУ Тараса Шевченка[джерело?].
Того ж року Сергій Сіваченко вийшов до супер-фіналу Всеукраїнського телевізійного інтелект-шоу «LG-Еврика».
Працював редактором на телеканалі НТН та журналістом у декількох виданнях.
Водночас, протягом 10-ти років був провідним автором кросвордів у виданні «Ярмарок кросвордів», загальний разовий наклад якого сягав 800 тис. примірників[джерело?].
Проживає у Хорошеві.

## Творчість
Перші вірші Сергія Сіваченка з'явилися в місцевій районній газеті, коли йому було 9 років.
У 2000 році наприкінці шкільного навчання став лауреатом літературного конкурсу «Вірю в майбутнє твоє, Україно!».
У 2003 році разом з Богданом Кутєповим став співлауреатом фестивалю студентської пісні «Київський гаудеамус».
Навчаючись в Інституті журналістики, почав друкуватися в студентському альманасі «Святий Володимир», брав участь в молодіжних літературних студіях.
Перша збірка Сергія Сіваченка «Римована сповідь» у форматі самвидаву побачила світ у 2014 році після здобуття ним звання лауреата обласного літературного конкурсу в Житомирі.

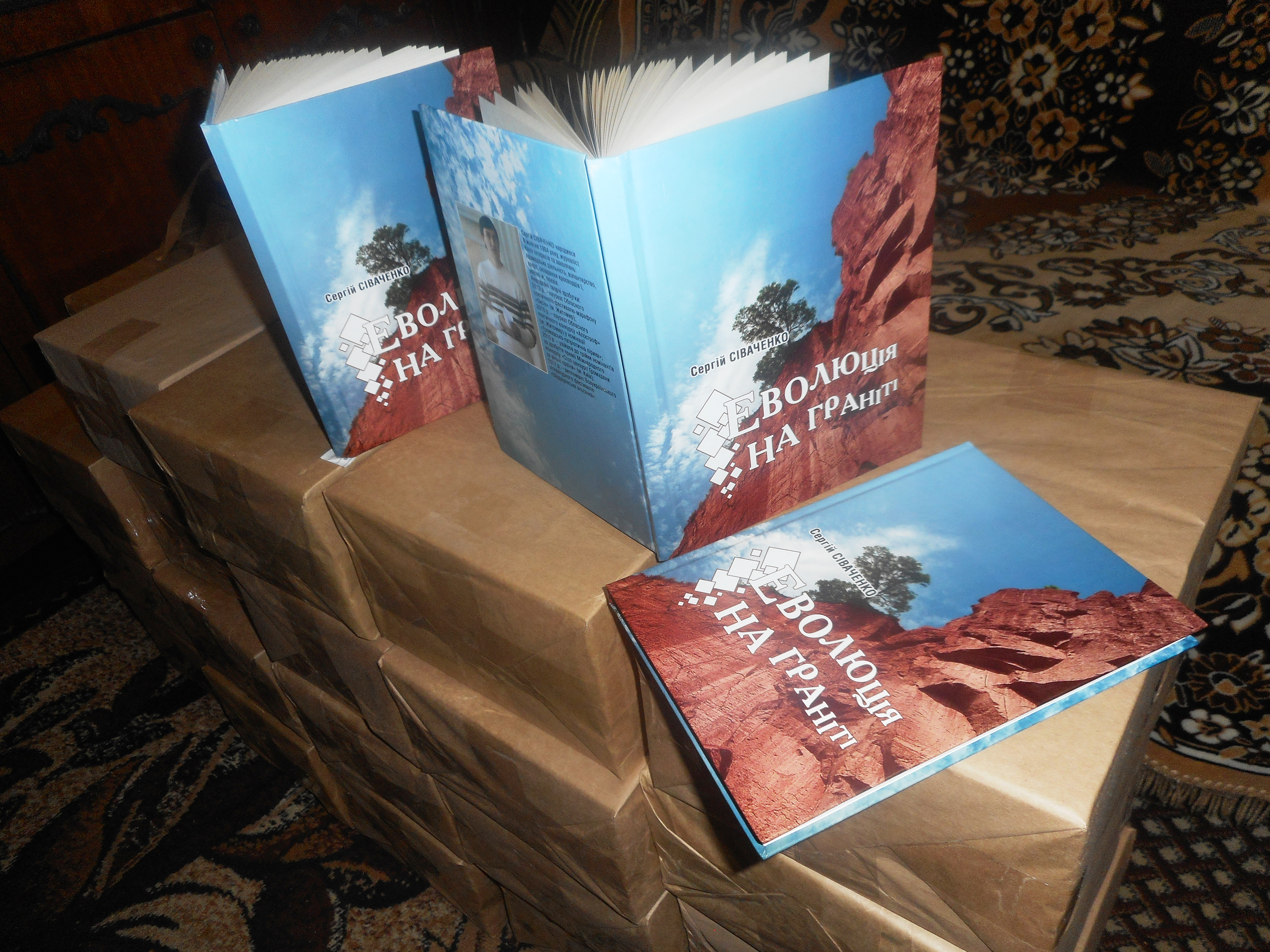
Книга Сергія Сіваченка «Еволюція на граніті»

У 2017 році вийшла друком книга «Еволюція на граніті».
У 2019 році поезії Сергія Сіваченка увійшли до ІІІ тому антології сучасної української патріотичної поезії (м. Львів) та до книги «Обпалені крила. Поезія сучасної України».
У 2020 році вийшла друком книга "Блаженство вибору".
У 2023 році Сергій Сіваченко видав 4-ту авторську книгу поезій "Відсіч".
Також впродовж останніх років добірки творів С. Сіваченка публікувалися в:
·         антології «У пошуках альтернативи (поезія сучасної України)» (Київ);
·         літературно-мистецькому журналі «Склянка часу «Zeitglas» (Канів);
·         літературно-мистецькому альманаху «Просто на Покрову» (Коростень);
·         літературному альманаху «Ан Т-Р-Акт» (Херсон);
·         поетичному альманаху «Житомир ТЕН» (Житомир);
·         літературному віснику «Чатує в століттях Чернеча гора» (Канів);
·         мистецькому журналі «Світло спілкування» (Житомир) тощо.
Крім того, були окремі публікації в літературних газетних виданнях, зокрема в «Літературній Україні» (Київ).

## Громадська діяльність
Брав активну участь в студентському самоврядуванні Інституту журналістики Київського національного університету імені Тараса Шевченка.
У 2004 році разом з друзями-студентами долучився до участі в Помаранчевій революції.

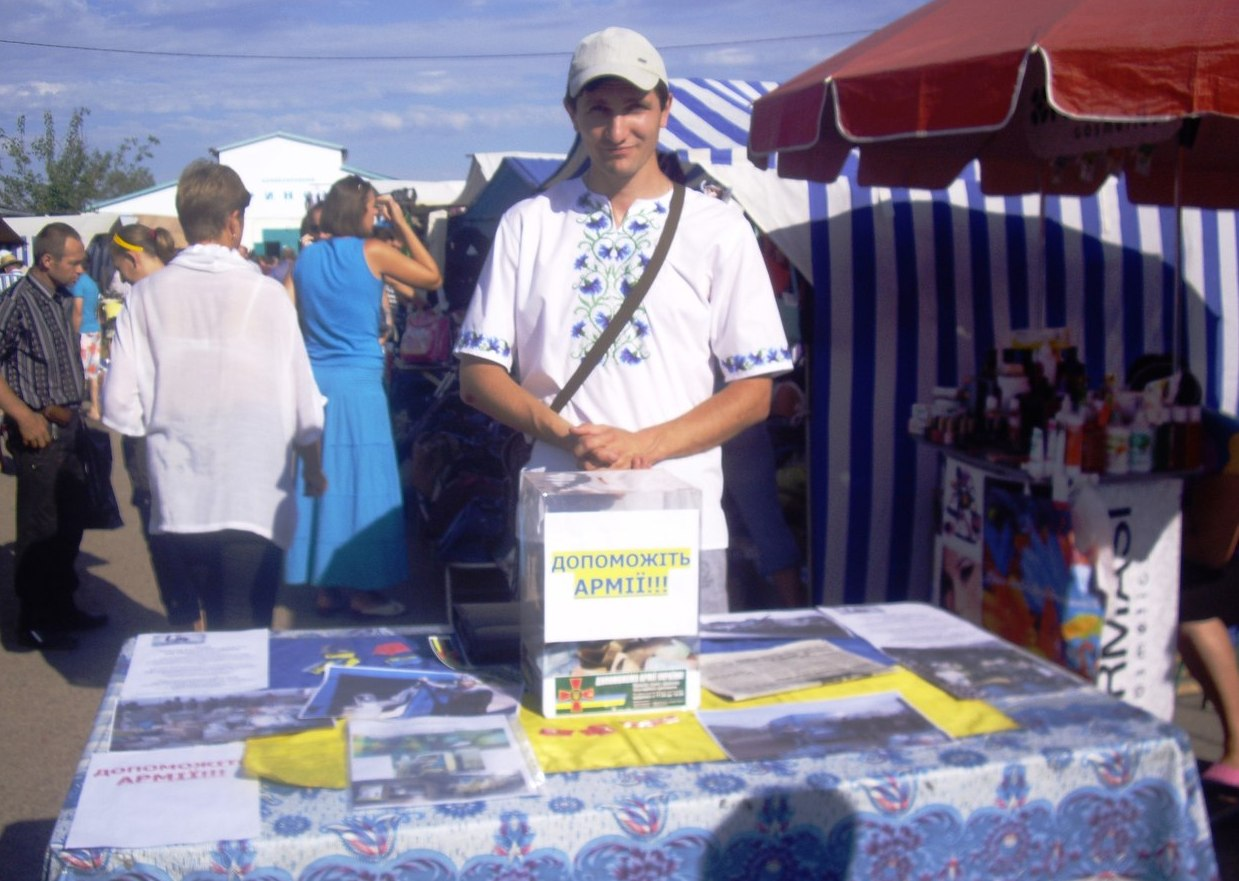
Збір волонтерської допомоги на ринку Хорошева

З 2010 року Хорошеві просуває громадські ініціативи та протидіє протиправним рішенням місцевої влади.
З листопада 2013 року — учасник Революції гідності.
З 2014 року бере участь у зміні дискредитованого попередньою діяльністю керівництва Хорошівського району та селища.
З 2014 року після початку збройної агресії з боку Росії займається волонтерською діяльністю. Допомагає органам влади в питаннях патріотичного виховання молоді та вшанування пам'яті загиблих бійців у Хорошівському районі. Також бере участь в проведенні декомунізації в межах Хорошівського району.
З 2016 року Сергій Сіваченко обирається депутатом до Хорошівської селищної ради, де веде посилену роботу у відстоюванні інтересів односельців.
З 2014 по 2019 рік на громадських засадах очолював Хорошівську районну федерацію футболу.
У 2023 році був ініціатором та організатором переходу до Православної церкви України парафіяльної релігійної громади Храму архистратига Божого Михаїла (смт. Хорошів), яка раніше входила до УПЦ Московського патріархату.

## Відзнаки
За літературну творчість:
- лауреат Всеукраїнського літературного конкурсу «Вірю в майбутнє твоє, Україно!» (м. Київ) (2000);
- лауреат обласного поетичного фестивалю-марафону «Оксія» (м. Житомир) (2013);
- лауреат обласного поетичного конкурсу «Апостроф» у номінації «Громадсько-патріотична лірика» (м. Житомир) (2015);
- номінант на здобуття премії Міжнародного конкурсу «Стоп цензурі! Громадяни за вільні країни» у категорії «Вірш» (м. Київ) (2015);
- лауреат Всеукраїнського поетичного вернісажу «Троянди й виноград» імені Максима Рильського (м. Київ) (2017)[1];
- переможець Львівського обласного (зі всеукраїнським статусом) літературного конкурсу патріотичної поезії імені Катерини Мандрик-Куйбіди у категорії «Молода надія» (м. Львів) (2018);
- переможець Всеукраїнського літературного конкурсу «Свою Україну любіть!» серед учасників АТО, військовослужбовців та волонтерів (м. Київ) (2018);
- переможець Обласного літературного конкурсу «Краща книга року» (м. Житомир) (2018);
- лауреат Всеукраїнської літературної премії імені Василя Симоненка (м. Черкаси) (2018)[2].
- отримав стипендію Президента України для молодих письменників і митців у сфері музичного, театрального, образотворчого, хореографічного, естрадно-циркового та кіномистецтва (2019).
- переможець («Абсолютний чемпіон») Всеукраїнського літературно-мистецького свята «Просто на Покрову» (м. Коростень) (2019).
- лауреат Відкритого обласного літературного конкурсу «Житомир TEN» (м. Житомир) (2019).
- лауреат Всеукраїнського фестивалю поезії «Ан Т-Р-Акт» (м. Херсон) (2020).
- лауреат Всеукраїнського поетичного фестивалю-конкурсу "І тихим островом калиновим, згадалось батьківське село..." (м. Брусилів) (2021).
- лауреат Всеукраїнської літературної премії імені Василя Юхимовича (м. Коростень) (2021).
- переможець ХІІІ міжнародного поетичного конкурсу "Чатує в століттях Чернеча гора"  (м. Канів) (2022).
- переможець Літературного марафону серед письменників України/Житомирщини «Війна росії проти України. ВІДСІЧ» у номінації "Театральні симпатії" (м. Житомир) (2022).
- переможець Літературного фестивалю-конкурсу "Шодуарівська альтанка" у номінації "Індивідуальність автора" (м. Житомир) (2022);
- переможець Літературного конкурсу «Poetic Frontline» (м. Київ) (2022);
- переможець VI Всеукраїнського літературного конкурсу ім. Леся Мартовича (м.Львів) (2022);
- лауреат Міжнародного проекту-конкурсу "Тарас Шевченко єднає народи'' (м. Київ) (2023);
- переможець Поетичного конкурсу "ВІЙНА, КОХАННЯ, ПЕРЕМОГА" Міжнародного культурного порталу "Експеримент" (м. Львів) (2023);
- переможець Літературного конкурсу "Слово - укриття для серця" (м. Конотоп) (2023);
- призер IX Всеукраїнського молодіжного літературного конкурсу «VivArt» (м. Кам’янське) (2023);
- лауреат Літературного марафону серед письменників України/Житомирщини «Війна росії проти України. ВІДСІЧ» в номінації «Поезія» (25 років і старше) (м. Житомир) (2023);
- лауреат спеціальної премії від Першої онлайн-радіостанції аудіокниг в Україні «SLUHAVKA» Літературного марафону «Відсіч» (м. Житомир) (2023);
- переможець обласного щорічного конкурсу «Краща книга року» в номінації "Поезія" за книгу "Відсіч" (м. Житомир) (2024);
- призер І Всеукраїнського літературного конкурсу імені Ірини Пеленської (м. Львів) (2024);
- переможець конкурсу філософської лірики "Іду до себе", організованого ГО "Всеукраїнська поетична родина" (2024).

За громадську діяльність:
- Почесна грамота міжфракційного депутатського об'єднання «За Житомирщину» (2018).